# Nakwasy (Białoruś)
Nakwasy (biał. Наквасы, Nakwasy; ros. Наквасы, Nakwasy) – wieś na Białorusi, w obwodzie mińskim, w rejonie dzierżyńskim, w sielsowiecie Putczyna.
Współcześnie miejscowość obejmuje także dawną wieś Pieliki (biał. Пялюкі, Pialuki).

## Historia
W XIX i w początkach XX w. Nakwasy i Pieliki położone były w Rosji, w guberni mińskiej, w powiecie mińskim.
Po I wojnie światowej pod administracją polską, w Zarządzie Cywilnym Ziem Wschodnich, w okręgu mińskim, w powiecie mińskim.
W wyniku postanowień traktatu ryskiego znalazły się w granicach Związku Sowieckiego. W okresie międzywojennym położone były w pobliżu granicy z Polską. W latach 1932–1937 w Polskim Rejonie Narodowym im. Feliksa Dzierżyńskiego. Od 1991 w niepodległej Białorusi.